# لوکی (فصل ۱)
فصل اول مجموعهٔ تلویزیونی آمریکایی لوکی، که بر پایهٔ شخصیتی با همین نام از مارول کامیکس ساخته شده است، داستان لوکی را دنبال می‌کند که پس از دزدیدن تسراکت در جریان وقایع فیلم انتقام‌جویان: پایان بازی (۲۰۱۹)، به سازمان اسرارآمیز واریانس زمانی منتقل می‌شود و ناچار می‌گردد برای دستگیری نسخه‌ای خطرناک از خودش با این سازمان همکاری کند. این مجموعه در دنیای سینمایی مارول جریان دارد و با دیگر فیلم‌ها و مجموعه‌های تلویزیونی این فرنچایز در پیوستگی است. فصل اول توسط مارول استودیوز تولید شد، مایکل والدرون به عنوان نویسندهٔ اصلی و کیت هرون در مقام کارگردان در آن حضور داشتند.
تام هیدلستون بار دیگر نقش لوکی را که پیش‌تر در مجموعه‌فیلم‌های مارول ایفا کرده بود، در این مجموعه تکرار می‌کند. همچنین بازیگرانی از جمله گوگو امبتا-را، وونمی موساکو، تارا استرانگ، اوون ویلسون، سوفیا دی مارتینو، ساشا لین، دئوبیا اوپاری، ریچارد ئی. گرانت و جاناتان میجرز نیز در این مجموعه حضور دارند. لوکی در نوامبر ۲۰۱۸ به‌عنوان یکی از مجموعه‌های در حال توسعهٔ مارول برای دیزنی پلاس به‌طور رسمی معرفی شد و حضور هیدلستون نیز در آن تأیید شد. فیلم‌برداری مجموعه از فوریه ۲۰۲۰ در آتلانتا، جورجیا آغاز شد، اما در مارس همان سال به دلیل دنیاگیری کووید-۱۹ متوقف شد. تولید مجموعه در سپتامبر از سر گرفته شد و در دسامبر ۲۰۲۰ به پایان رسید.
داستان مجموعه پس از وقایع فیلم انتقام‌جویان: پایان بازی روایت می‌شود، جایی که نسخه‌ای جایگزین از لوکی، با ایجاد خط زمانی جدید، مسیر وقایع فیلم انتقام‌جویان (۲۰۱۲) را منحرف می‌کند. این فصل لحن و ساختاری نزدیک به ژانر جنایی دلهره‌آور دارد و زمینه‌ساز اتفاقات فیلم‌های دنیای سینمایی مارول از جمله دکتر استرنج در چندجهانی دیوانگی (۲۰۲۲) و مرد مورچه‌ای و زنبورک: شیدایی کوانتومی (۲۰۲۳) است.
فصل اول در ۹ ژوئن ۲۰۲۱ از دیزنی پلاس پخش شد و در شش قسمت تا ۱۴ ژوئیه ادامه یافت. این مجموعه بخشی از فاز چهارم دنیای سینمایی مارول محسوب می‌شود. این فصل با بازخوردهای مثبتی از سوی منتقدان همراه بود و بازی بازیگران، موسیقی متن و جلوه‌های بصری آن مورد تحسین قرار گرفت. در ژوئیهٔ ۲۰۲۱، ساخت فصل دوم به طور رسمی اعلام شد.